# Dan Taylor
Pour les articles homonymes, voir Taylor.
Daniel "Dan" Taylor (né le 12 mai 1982 à Cleveland) est un athlète américain, spécialiste du lancer du poids.
Il a remporté la médaille d'argent lors des Championnats des États-Unis 2009 en 21,21 m.
Son meilleur lancer est de 21,78 m à Tucson le 23 mai 2009. Il a aussi lancé le disque à 59,00 m (Columbus, 2003).